# 史達仁
史達仁（英語：Sridharan Madhusudhanan，1966年1月13日—），印度外交官，也是熟稔翻譯的作家。

## 生平
史達仁的外交生涯經歷豐富，1996年進入外交界服務。先後兩度前往北京印度駐華大使館任職，在政治、文化等相關外交部門都有管理經驗，曾接掌大使館發言人、新館專案經理等職務，也曾駐香港領事館負責處理投資貿易事務。史達仁也前往過駐斐濟代表處擔任副大使。在新德里的印度外務部工作時，主管政府E化、建立資訊管理系統等資訊相關業務，也任職過南亞區域合作聯盟的相關對口部門。
2013年2月，史達仁赴美國擔任印度駐美大使館發言人。駐美期間推動公共關係、媒體管理、文化交流、數位外交等等外交事務，2016年卸任離開美國。
史達仁於2016年8月到台灣出任印度台北協會會長一職。史達仁在台灣時，除了推動傳統的政府部門間外交事務以外，還以風格貼近民生著稱。他完成步行400公里跟大甲媽祖一同遶境的創舉，期間耗時九天八夜，走到雙腳起水泡，餓了就和民眾一起吃大鍋飯，累了就和信徒們一起睡在路邊人行道，沒有找警察隨扈保護，輕裝便服融入群眾，被稱為「最接地氣的駐台使節」
2023年4月25日，出任印度駐阿塞拜疆大使。
史達仁在文學造詣上相當有成就，曾經歷時8年將詩經30多首詩、諾貝爾文學獎得主莫言的《變》等中文文學作品翻譯成坦米爾語。史達仁著有坦米爾語的《中文語言入門》，向坦米爾語的讀者們介紹中文。
史達仁的高等教育在多地完成，他擁有至少1個理學士學位、4個碩士學位。其中新聞學、人力資源管理、公共行政等三個碩士學位在印度取得，工商管理的學位則是在美國科羅拉多州立大學取得，並曾在北京經濟管理學院學習中文。除此之外，史達仁還很重視終身學習，常報名線上學習課程自修。